# Pietro Millevoi
Pietro Millevoi (22. května 1826 Labin – 12. října 1888 Pazin) byl rakouský lékař a politik italské národnosti z Istrie, v 2. polovině 19. století poslanec Říšské rady .

## Biografie
Vystudoval lékařskou fakultu Padovské univerzity a Vídeňské univerzity, kde byl promován na doktora lékařství. Od roku 1854 působil jako praktický lékař v Dignanu. Později působil v Pule. Byl podnikovým lékařem firmy Uhelná společnost Trbovlje. Následně se přestěhoval do rodného Labinu. Byl členem zemské sanitární rady v Terstu. Za své zásluhy ve výzkumu v boji proti malárii a za zlepšení zdravotních poměrů v Pule jmenován do vládní sanitární komise v Pule.
Zasedal i jako poslanec Říšské rady (celostátního parlamentu Předlitavska), kam nastoupil v doplňovacích volbách roku 1883 za kurii velkostatkářskou v Istrii. Slib složil 11. dubna 1883. Mandát obhájil ve volbách roku 1885. Slib složil 7. října 1885. Poslancem byl až do své smrti roku 1888. Ve volebním období 1879–1885 se uvádí jako Dr. Peter Millevoi, c. k. sanitní rada, bytem Labin.
Na Říšské radě usedl do Coroniniho klubu, který se snažil o politiku vstřícnější vládě. Byl italské národnosti. V roce 1883 se zapojil do parlamentní rozpravy o návrhu poslance Gajo Bulata na posílení práv chorvatského jazyka u soudů v Dalmácii. Odmítl náznaky, že by takový návrh měl být aplikován i v Istrii.
Zemřel v říjnu 1888 na mrtvici na železniční stanici Pazin.